# 105 Summer Festival (compilation)
105 Summer Festival 2024 è una compilation, pubblicata il 5 luglio 2024 dalla casa discografica Warner Music Group e contenente 28 brani presentati durante le serate dal 14 giugno al 5 luglio del programma omonimo.

## Tracce

### CD1
1. Artemas - I Like the Way You Kiss Me
2. Fedez, Emis Killa - Sexy shop
3. Angelina Mango - Melodrama
4. Tony Effe - Sesso e samba (feat. Gaia)
5. Coma Cose - Malavita
6. Rose Villain - Come un tuono (feat. Guè)
7. Benson Boone - Slow It Down
8. Irama - Galassie
9. Post Malone - I Had Some Help (feat. Morgan Wallen)
10. The Kolors - Karma
11. Tananai - Veleno
12. Sarah Toscano - Sexy magica
13. Emma - Femme fatale
14. Petit - Mammamì

### CD2
1. Alfa - Vabbè ciao
2. Darin - Electric
3. Gaia - Dea saffica
4. Benjamin Ingrosso - Kite
5. Negramaro - Luna piena
6. Sophie and the Giants - Shut Up and Dance
7. Bresh - Torcida
8. Francesco Gabbani - Frutta malinconia
9. Paola & Chiara - Festa totale
10. Rocco Hunt - Musica italiana
11. Articolo 31 - Peyote (feat. Fabri Fibra, Rocco Hunt)
12. bnkr44 - Ma che idea (feat. Pino D'Angiò)
13. Don Joe - Istinto animale (feat. Guè, Annalisa, Ernia)
14. Kungs, David Guetta, Izzy Bizu - All Night Long